# Coco chocolatero

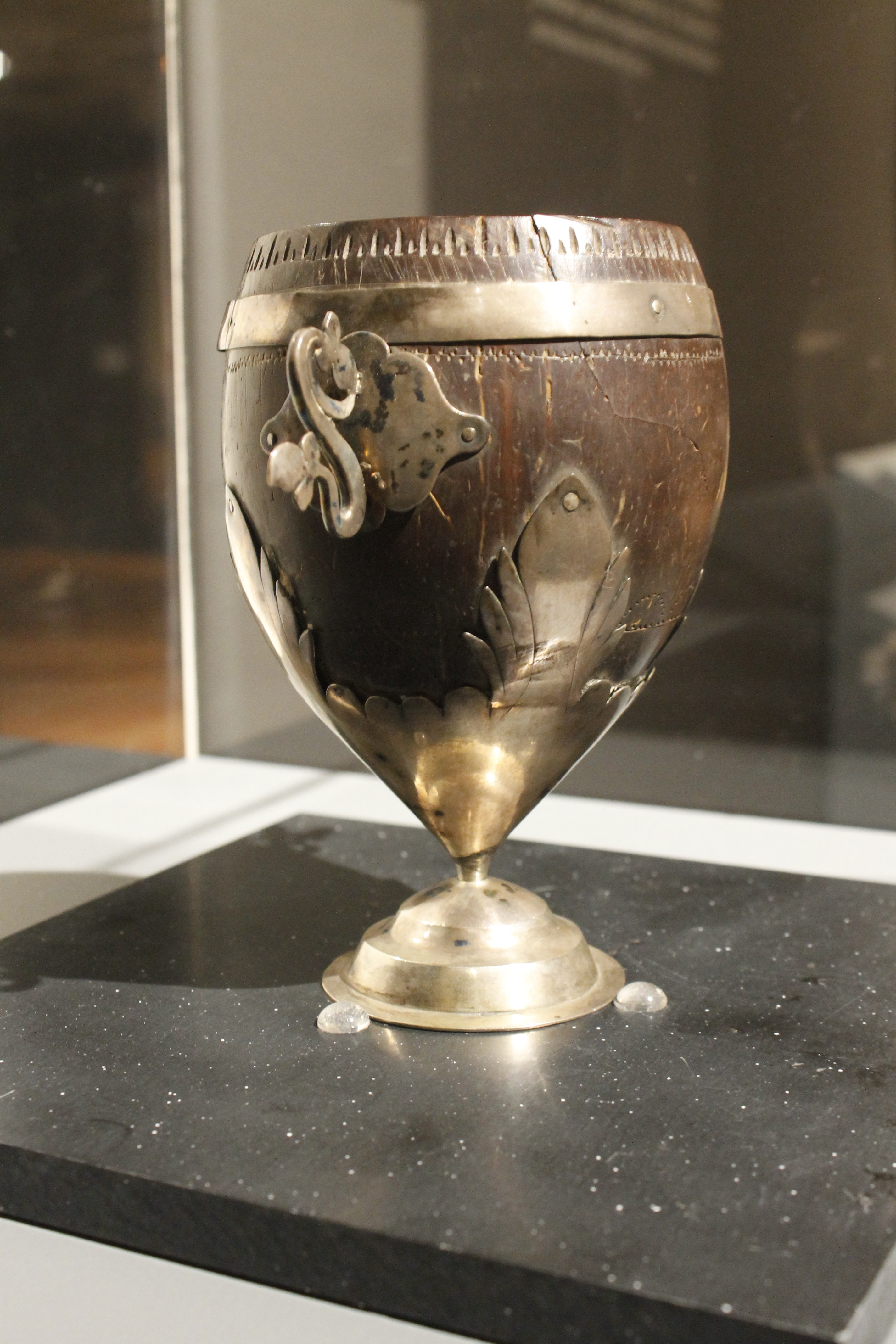
Coco chocolatero. Museo Soumaya

El coco chocolatero es un objeto suntuario que se usó para servir pequeñas cantidades de bebidas, entre ellas el chocolate. Se utilizaba durante los siglos XVII al XIX y se elaboraba de la corteza del coco, de ahí su nombre.

## Historia
Su elaboración durante el periodo del Virreinato se hizo posible gracias a que las palmas cocoteras naturales de las islas del Pacífico, se aclimataron a otros sitios. Las duras cortezas de sus frutos se limpiaban y tallaban hasta pulirse, luego se esgrafiaban con un buril o gubia, se decoraban con profusas formas vegetales geométricas y se montaban en elaborados trabajos de plata bruñida. El proceso se llevaba a cabo en dos fases: primero el coco era tallado y decorado con aplicaciones de metales, concha y piedras semipreciosas,  posteriormente era engarzado en plata, formando un pedestal en el que ocasionalmente se escribía el nombre del poseedor, el año y lugar de manufactura. Estos objetos se fabricaron en América y diferentes lugares de Europa, incluyendo Alemania, España y Francia.
El surgimiento del coco chocolatero se relaciona con la manera en que se transformó el consumo del cacao durante el periodo colonial, principalmente asociada al uso del azúcar como endulzante de la bebida. En esta época también el complemento de masa de maíz en la bebida fue sustituido por leche de vaca, acercándose más al chocolate al que estamos habituados. Este cambio fue lo que propició el uso del coco chocolatero como objeto suntuario.